# Doha Diamond League 2025
Doha Diamond League 2025, właśc. Jetour Doha Meeting 2025 – 27. edycja międzynarodowego mityngu lekkoatletycznego, który odbył się 16 maja 2025 roku na Qatar SC Stadium w Dosze. Zawody były trzecią odsłoną znajdującej się w kalendarzu Diamentowej Ligi, cyklu najbardziej prestiżowych mityngów lekkoatletycznych, organizowanych pod egidą World Athletics w sezonie 2025.

## Program mityngu
Źródło: doha.diamondleague.com.
| Godzina | Konkurencja                |
| ------- | -------------------------- |
| 17:48   | Rzut dyskiem               |
| 19:10   | Skok wzwyż                 |
| 19:13   | Bieg na 800 m              |
| 19:24   | Bieg na 110 m przez płotki |
| 19:43   | Rzut oszczepem             |
| 19:45   | Bieg na 5000 m             |
| 20:22   | Bieg na 200 m              |
| 20:33   | Bieg na 400 m przez płotki |

| Godzina | Konkurencja                   |
| ------- | ----------------------------- |
| 18:02   | Skok o tyczce                 |
| 18:23   | Trójskok                      |
| 19:04   | Bieg na 400 m                 |
| 19:36   | Bieg na 100 m                 |
| 20:08   | Bieg na 1500 m                |
| 20:44   | Bieg na 3000 m z przeszkodami |

## Wyniki
| WL – najlepszy wynik na listach światowych w sezonie \| NR – rekord kraju \| PB – rekord życiowy \| SB – najlepszy wynik w sezonie \| MR – rekord mityngu |

### Mężczyźni
| Konkurencja                | 1. miejsce         | Rezultat | 2. miejsce                   | Rezultat | 3. miejsce        | Rezultat |
| Bieg na 200 m              | Letsile Tebogo     | 20,10    | Courtney Lindsey             | 20,11    | Joseph Fahnbulleh | 20,26    |
| Bieg na 800 m              | Tshepiso Masalela  | 1:43,11  | Bryce Hoppel                 | 1:43,26  | Wyclife Kinyamal  | 1:43,37  |
| Bieg na 5000 m             | Reynold Cheruiyot  | 13:16,40 | Dominic Lokinyomo Lobalu     | 13:17,70 | Birhanu Balew     | 13:17,70 |
| Bieg na 110 m przez płotki | Rasheed Broadbell  | 13,14    | Jamal Britt                  | 13,25    | Enrique Llopis    | 13,27    |
| Bieg na 400 m przez płotki | Alessandro Sibilio | 49,32    | İsmail Nezir                 | 49,40    | Matic Ian Guček   | 49,49    |
| Skok wzwyż                 | Shelby McEwen      | 2,26 =   | Ryoichi Akamatsu Hamish Kerr | 2,23     | –                 | –        |
| Rzut dyskiem               | Matthew Denny      | 68,97    | Daniel Ståhl                 | 67,06    | Kristjan Čeh      | 66,92    |
| Rzut oszczepem             | Julian Weber       | 91,06    | Neeraj Chopra                | 90,23    | Anderson Peters   | 85,64    |

### Kobiety
| Konkurencja                   | 1. miejsce         | Rezultat | 2. miejsce               | Rezultat | 3. miejsce        | Rezultat |
| Bieg na 100 m                 | Tia Clayton        | 10,92    | Tina Clayton             | 11,02    | Amy Hunt          | 11,03    |
| Bieg na 400 m                 | Salwa Eid Naser    | 49,83 =  | Natalia Bukowiecka       | 50,92    | Lieke Klaver      | 51,12    |
| Bieg na 1500 m                | Nelly Chepchirchir | 4:05,00  | Susan Lokayo Ejore       | 4:06,27  | Jemma Reekie      | 4:07,33  |
| Bieg na 3000 m z przeszkodami | Faith Cherotich    | 9:05,08  | Winfred Yavi             | 9:05,26  | Sembo Almayew     | 9:09,27  |
| Trójskok                      | Shanieka Ricketts  | 14,72    | Thea LaFond              | 14,39    | Ilionis Guillaume | 14,20    |
| Skok o tyczce                 | Molly Caudery      | 4,75     | Roberta Bruni Katie Moon | 4,63     | –                 | –        |

## Rekordy
Podczas mityngu ustanowiono 6 krajowych rekordów w kategorii seniorów:
| Zawodnik               | Reprezentacja | Konkurencja                   | Rezultat |
| ---------------------- | ------------- | ----------------------------- | -------- |
| Neeraj Chopra          | Indie         | rzut oszczepem                | 90,23    |
| Parul Chaudhary        | Indie         | bieg na 3000 m z przeszkodami | 9:13,39  |
| Saif Al Rammahi        | Irak          | bieg na 100 m                 | 10,22    |
| Oumar Doudai Abakar    | Katar         | bieg na 110 m przez płotki    | 13,46    |
| Fawziyah Afoke Mansoor | Katar         | bieg na 100 m                 | 11,32    |
| Abdullahi Jama Mohamed | Somalia       | bieg na 5000 m                | 13:22,38 |